# Шампионат Централне Америке и Кариба 1957.
Шампионат Централне Америке и Кариба 1957. (шп. Copa CCCF 1957 хол. CCCF-kampioenschap 1957) било је осмо издање шампионата, фудбалског првенства Централне Америке и Кариба. Турнир је одржан на стадиону Ергилио Хато у Вилемстаду, Холандски Антили, од 11. до 25. августа 1957. године. Хаити је освојио турнир.
Иако је такмичење одржано у тада новоконституисаној држави Холандских Антила, фудбалска репрезентација Холандских Антила никада није усвојила име нове нације све до квалификација за Светско првенство 1958. године, настављајући до тада да се такмичи као Курасао.
Костарика није учествовала на овом издању из финансијских разлога, док је Гватемала одустала непосредно пре турнира због ванредног стања у држави након убиства њеног председника Карлоса Кастиља Армаса. Сви мечеви су били у главном граду Курасаоа (Вилемстад).

### Земље учеснице
- У "курзиву" дебитантске екипе.

| Земље учеснице | Земље учеснице | Земље учеснице |
| -------------- | -------------- | -------------- |
| Куба           | Курасао        | Хаити          |
| Хондурас       | Панама         |                |

## Стадион
| Вилемстад            |
| -------------------- |
| Стадион Ергилио Хато |
| Капацитет: 15.000    |
|                      |

## Финална табела
| Pos | Тим      | О | П | Н | И | ГД | ГП | ГР  | Бод. |
| --- | -------- | - | - | - | - | -- | -- | --- | ---- |
| 1   | Хаити    | 4 | 4 | 0 | 0 | 14 | 4  | +10 | 8    |
| 2   | Курасао  | 4 | 2 | 1 | 1 | 7  | 4  | +3  | 5    |
| 3   | Хондурас | 4 | 2 | 1 | 1 | 6  | 4  | +2  | 5    |
| 4   | Панама   | 4 | 1 | 0 | 3 | 3  | 8  | −5  | 2    |
| 5   | Куба     | 4 | 0 | 0 | 4 | 1  | 11 | −10 | 0    |

## Резултати утакмица
| Хондурас | 2 : 1 | Панама |
| -------- | ----- | ------ |
|          |       |        |

| Хаити | 3 : 1 | Курасао |
| ----- | ----- | ------- |
|       |       |         |

| Панама | 1 : 0 | Куба |
| ------ | ----- | ---- |
|        |       |      |

| Хаити | 2 : 1 | Хондурас |
| ----- | ----- | -------- |
|       |       |          |

| Курасао | 2 : 0 | Куба |
| ------- | ----- | ---- |
|         |       |      |

| Хаити | 3 : 1 | Панама |
| ----- | ----- | ------ |
|       |       |        |

| Хондурас | 2 : 0 | Куба |
| -------- | ----- | ---- |
|          |       |      |

| Курасао | 3 : 0 | Панама |
| ------- | ----- | ------ |
|         |       |        |

| Хаити | 6 : 1 | Куба |
| ----- | ----- | ---- |
|       |       |      |

| Курасао | 1 : 1 | Хондурас |
| ------- | ----- | -------- |
|         |       |          |

## Достигнућа
| Најбољи играч Франциско Торент | Победник шампионата Централне Америке и Кариба 1957. Хаити 1° титула | Најбољи стрелац Чарлс Фенол (8. голова) |

## Голгетери
| Играч           | Репрезентација | Голови |
| --------------- | -------------- | ------ |
| Чарлс Фенол     | Хаити          | 8      |
| Антоин Таси     | Хаити          | 3      |
| Фернандо Зелаја | Хондурас       | 2      |
| Карлос Суазо    | Хондурас       | 2      |
| Хорхе Динес     | Панама         | 2      |